# Maia Sandu
Maia Sandu (Fălești, 24 de mayo de 1972) es una política y economista moldava, presidenta de Moldavia desde el 24 de diciembre de 2020. Previamente había ejercido como primera ministra de Moldavia, desde junio hasta noviembre de 2019, cuando su gobierno fue destituido por una moción de censura. También había ejercido como ministra de Educación de 2012 hasta 2015.
En 2016, Maia Sandu fue candidata en las elecciones presidenciales con una plataforma pro europeísta, pasó a segunda vuelta, pero perdió el balotaje. En 2020, se presentó nuevamente como candidata presidencial en las elecciones de dicho año. A pesar de los pronósticos adversos, fue la candidata más votada en la primera vuelta, triunfando finalmente en la segunda, tras obtener el 57 % de los votos y venciendo al presidente en funciones Igor Dodon. De esta forma, se convirtió en la primera mujer en ocupar la presidencia de su país. Se presentó nuevamente en las elecciones presidenciales de 2024, donde volvió a ser la candidata más votada en las dos rondas electorales, ganando la reelección.

## Biografía
Maia Sandu nació el 24 de mayo de 1972 en Risipeni, Distrito de Fălești, en República Socialista Soviética de Moldavia, en aquel momento parte constituyente de la Unión Soviética. De 1989 a 1994, se especializó en administración en la Academia de Estudios Económicos de Moldavia (ASEM); y de 1995 a 1998 se especializó en relaciones internacionales en la Academia de Administración Pública de Moldavia (AAP) en Chisináu. En 2010, se graduó de la Escuela de Gobierno John F. Kennedy en la Universidad de Harvard.
Sandu habla ruso, inglés y español, además de su rumano nativo.
De 2010 a 2012, Sandu trabajó como asesora del Director Ejecutivo del Banco Mundial en Washington D. C. Entre 2012 y 2015, fue Ministra de Educación de Moldavia. El 23 de julio de 2015 el Partido Demócrata Liberal la eligió como candidata a primera ministra de Moldavia, sucediendo a Natalia Gherman y Chiril Gaburici. Un día después de ser propuesta por una coalición pro-europea renovada, Sandu demandó la dimisión del Director del Banco Nacional de Moldavia, Dorin Drăguțanu, y del Fiscal del Estado, Corneliu Gurin, como condiciones para su aceptación del cargo. Ante esto, Valeriu Streleț fue seleccionado en lugar de Sandu por el Presidente de Moldavia.
El 23 de diciembre de 2015 lanzó una plataforma "În pas cu Maia Sandu” ("Sigue el ritmo de Maia Sandu"), que más tarde se convirtió en un partido político llamado "Partidul Acțiune și Solidaritate" ("Partido de Acción y Solidaridad").
En 2016, Maia Sandu fue candidata en las elecciones presidenciales, en una plataforma pro europeísta, logró pasar a balotaje, pero fue derrotada. Por el contrario, en las siguientes elecciones, en las de 2020, a pesar de tener todas las encuestas en contra, logró ser la candidata más votada en la primera vuelta y accedió a la presidencia del gobierno de su país en la segunda vuelta.

## Actividad política
El 7 de septiembre de 2014, en un mitin organizado por el Partido Liberal Democrático de Moldavia, Maia Sandu afirmó haberse afiliado al partido (junto con Natalia Gherman). Sin embargo, en un programa de televisión de mayo de 2015, matizó esta afirmación: He decidido unirme a este partido porque me ha apoyado en todas las reformas que hemos implementado en el campo de la educación. No necesariamente he formalizado mi relación con el equipo, soy parte del partido, pero oficialmente, sobre el papel, no soy miembro del PLDM".
Después de la dimisión del primer ministro Chiril Gaburici en junio de 2015, Natalia Gherman aseguró el período provisional hace aproximadamente un mes, durante el cual se llevaron a cabo negociaciones para la formación de la Alianza para la Integración Europea - 3. El 23 de julio (2015), Maia Sandu fue elegida como candidata a la PLDM para el cargo de Primera ministra de Moldavia. Sin embargo, al poco tiempo, presentó más condiciones para aceptar el cargo (incluido el nombramiento de un otro gobernador de BNM, sea esto su excolega del Banco Mundial, Veronica Bacalu, o una estadounidense o un fiscal general europeo), y como resultado, los otros dos componentes de la alianza (PDM y PL) dejaron claro que no la apoyarían. El Partido Liberal Democrático de Moldavia tuvo que presentar otro candidato en lugar de Maia Sandu, y eligieron vicepresidente de PLDM a Valeriu Streleț, cuya candidatura se discutió y alcanzó el consenso dentro de la alianza. Tras la investidura del gobierno de Streleţ, Sandu fue invitada al programa În PROfunzime en Pro TV Chişinău, y dijo que se le había ofrecido la oportunidad de elegir una cartera entre dos ministerios, pero se había negado porque no tenía el apoyo de la alianza. El 23 de diciembre de 2015, lanzó su propia plataforma que se convertiría en un partido, titulado "În/pas/cu Maia Sandu". Posteriormente, a principios de enero de 2016, se supo que el nombre del futuro partido sería "Partido de Acción y Solidaridad".
El 1 de febrero de 2016, durante una programa de televisión În PROfunzime del canal Pro TV Chişinău, Maia Sandu dijo que "si se realizase un referéndum sobre la unión de la República de Moldavia con Rumanía), personalmente votaría «Sí».”

### Elecciones presidenciales en 2016
El 31 de agosto de 2016, Maia Sandu fue nombrada oficialmente candidata para el cargo de presidente de Moldavia por el Consejo Político Nacional, y el mismo día se creó el grupo iniciativa de recogida de firmas, que contaba con 99 personas, lideradas por Igor Grosu. El 2 de septiembre, la Comisión Electoral Central registró el grupo de iniciativa.
El número mínimo de firmas necesario era 15.000 y el máximo, 25.000. El 22 de septiembre los seguidores de Sendu lograron enviar a la Comisión Electoral Central 24832 firmas en apoyo de su candidata. El 29 de septiembre, se aceptaron como válidas 22181 de esas firmas, por lo que Maia Sandu quedó registrada como competidora electoral.
En octubre, Maia Sandu fue nombrada candidata conjunta para el derecho proeuropeo y antioligárquico en las elecciones presidenciales en la República de Moldavia.

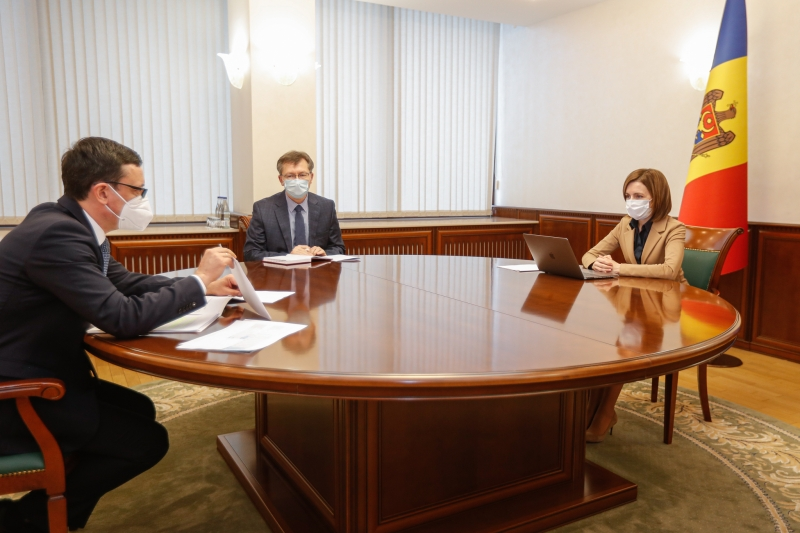
Sandu con el gobernador del Banco Nacional de Moldavia, Octavian Armașu, marzo de 2021

En la primera ronda de votación, que tuvo lugar el 30 de octubre y en la que participaron nueve candidatos, Maia Sandu logró acumular 549,152 votos, lo que representaba el 38.71%, siendo superada solo por Igor Dodon, quien logró acumular 47,98% de los votos. Dado que el requisito de 50% + 1 voto no se había cumplido, se decidió llevar a cabo la segunda ronda. Ésta se llevó a cabo en 13 de noviembre de 2016 y en ella compitieron únicamente los dos candidatos más votados, Igor Dodon y Maia Sandu. En esa segunda vuelta, Maia Sandu también ocupó el segundo lugar, esta vez con 766,593 votos, lo que representó el 47.89%, mientras que Igor Dodon acumuló 834,081 o 52.11%.

### Elecciones presidenciales en 2020
En 2020 Sandu disputó la presidencia de Moldavia al socialista abiertamente prorruso Igor Dodon en dos vueltas. En la primera vuelta logró el 36% de los sufragios, 4% más que Dodon. En su programa estaba el estrechar lazos con la Unión Europea sin perder los que se tienen con Rusia. También apostó por mejorar las relaciones con los países vecinos, Ucrania y Rumanía En la segunda vuelta, celebrada el 15 de noviembre de 2020, logró el 57,75% de los votos,  resultando vencedora y convirtiéndose en la primera mujer en ocupar la presidencia del país.

## Controversias
Las declaraciones de Maia Sandu sobre Ion Antonescu, afirmando que es una figura histórica de la que se pueden decir cosas tanto buenas como malas, fueron severamente criticadas por la Comunidad Judía de Moldavia (CERM) que emitió una carta abierta declarando: dado que no hay sanciones prescritas en la ley de Moldavia por la negación del Holocausto y la glorificación del fascismo, desafortunadamente, algunos líderes políticos no pueden ser responsabilizados y siguen acumulando capital político, distorsionando los hechos históricos y alimentando el odio y la desunión. Sandu respondió a esta acusación en entrevistas posteriores afirmando: "lamento que mis palabras sobre el dictador Ion Antonescu hayan sido objeto de interpretación. [...] Mi actitud hacia cualquier régimen criminal del siglo XX, ya sea nazi o comunista, que tienen millones de vidas en sus conciencias, es bien conocida e inequívocamente negativa. Ion Antonescu fue un criminal de guerra, condenado con razón por la comunidad internacional por crímenes de guerra contra los judíos y los romaníes."
Anteriormente, Maia Sandu había sido acusada de haber comprado 1200 cámaras de vigilancia chinas para el examen de Bachillerato, abriéndose una demanda penal que posteriormente se cerró. El exfiscal Ivan Diacov dijo sobre Maia Sandu que tres veces ha aplazado la subasta hasta que no ha ganado quien debería. Lo reconozco, soy culpable. Сerré este caso.
En el espacio público de la República de Moldavia apareció información sobre un viaje a Bruselas de Maia Sandu y Andrei Năstase, financiado por la Open Dialogue Foundation. La situación se dio a conocer en el contexto de la expulsión de Polonia de la líder de la Fundación Liudmila Kozlovska.
Según el informe de la comisión parlamentaria de investigación que investiga la supuesta interferencia de la Open Dialogue Foundation y Ludmila Kozlovska en los asuntos internos de Moldavia, el PAS y el PPDA, así como sus líderes, se beneficiaron de fondos ilegales de la Open Dialog Foundation y no informaron de estos fondos apropiadamente. Las conclusiones de la investigación de la Comisión revelaron que la Fundación Open Dialog fue financiada extraoficialmente por lavado de dinero, conocido como "Landromat", de los mil millones robados del sector bancario de la República de Moldavia.
En una entrevista para Europa Liberă el eurodiputado rumano Andi-Lucian Cristea dijo: es posible que sea necesario investigar en Bruselas con respecto a la transparencia de la financiación de la Fundación, así como la correcta inscripción de las actividades de presión en el registro público.